# Średnia Wieś (województwo podkarpackie)
Średnia Wieś (ukr. Середнє Село) – wieś w Polsce położona w województwie podkarpackim, w powiecie leskim, w gminie Lesko.
Duża wieś rolnicza w Bieszczadach nad Sanem, położona na wysokości 360 m n.p.m.
Przez wieś przebiega droga wojewódzka nr 894.
W latach 1975–1998 miejscowość położona była w województwie krośnieńskim.

## Części wsi
| SIMC    | Nazwa        | Rodzaj    |
| ------- | ------------ | --------- |
| 0355772 | Dolny Koniec | część wsi |
| 0355789 | Górny Koniec | część wsi |
| 0355795 | Kąt          | część wsi |

## Historia
Wieś powstała na prawie ruskim w czasach, gdy ziemie te należały jeszcze do Rusi Halickiej. Pierwotna nazwa osady brzmiała Terpiczów i leżała na ziemi sanockiej. W dokumentach osada pojawia się po raz pierwszy w roku 1376, w 1407 zapisano Terpiczowy. Wówczas dokonano bowiem rozgraniczenia pomniędzy Terpiczowem a Myczkowcami. W roku 1427 wieś stała się własnością Matiasza ze Zboisk herbu Gozdawa. Również całe dorzecze Hoczewki znalazło się w jego posiadaniu. Wnuk Matiasza ze Zboisk dał początek rodowi Balów z Hoczwi, którzy założyli kilkadziesiąt wsi w całych Bieszczadach.
Terpiczów dzielił się początkowo na trzy części: Terpiczów Przedni, Średni oraz Zadni. Od 1598 roku, czyli momentu podziału dóbr pomiędzy czterech braci z rodu Balów, części te nigdy nie miały wspólnego właściciela. W XVII wieku Terpiczów Przedni przyjął nazwę Bachlowa (od 1968 roku Bachlawa), zaś Średni i Zadni złączyły się tworząc Średnią Wieś – gniazdo rodowe jednej z gałęzi Balów.
Po śmierci podstolego latyczowskiego Aleksandra Bala w 1758 roku, sporządzono inwentarz jego dworu. W ten sposób dowiedziano się nieco o stylu życia mieszkającej tam szlachty. Izba stołowa była niewątpliwie najwspanialszym z pomieszczeń. Obita szpalerami gdańskimi, z umieszczonym nad kredensem herbem Gozdawa – była miejscem przyjęć oraz pijaństwa. Inne pokoje obite były płótnem, ewentualnie suknem, zaś ściany dekorowano chińskimi portrecikami oraz „osóbkami gipsowymi”. W jednej z izb znajdowały się relikwiarze za szkłem, obrazy Matki Bożej, św. Floriana oraz innych świętych. Również meble warte są uwagi. Szczególnie biurko „kolbuszowską robotą ordynaryjne niewielkie”, marmurowe stoliki, dywany (zwłaszcza ten perski). Biblioteka dworska zawierała statut, inwentarz konstytucji, herbarz, 25 książek „do czytania i modlenia”, 8 kalendarzy i 70 fascykułów aktów przeważnie procesowych.
W połowie XIX wieku właścicielką posiadłości tabularnej Średnia Wieś była Henryka hr. Kuczkowska. W XIX wieku w dworze mieszkała Ewa Kuczkowska, z domu Ankwicz, kochana przez Adama Mickiewicza, która w 1829 towarzyszyła mu w jego rzymskich wycieczkach. W 1896 dobra Bachlawa, Hoczew, Średnia Wieś nabył Stanisław Nowak od hr. Michała Zyberk Platera.
W II Rzeczypospolitej wieś w powiecie leskim województwa lwowskiego. W latach 1944–1946 nacjonaliści ukraińscy z OUN-UPA zamordowali tutaj 23 Polaków, grabiąc i paląc ich gospodarstwa. 19 stycznia 1945 w zasadzce koło Średniej Wsi zabili także 7 żołnierzy Wojsk Ochrony Pogranicza. Po wysiedleniu Ukraińców do ZSRR większość ich gospodarstw.
W XIX wieku w miejscu dworu wzniesiono neogotycki pałac. Budowla spłonęła w 1946 roku w czasie walk z UPA. Mury stały do lat 50. XX w., potem ich miejsce zajęły zabudowania PPRol-u. Do dziś pozostały tylko fragmenty, niegdyś rozległego, parku dworskiego. W nich możemy znaleźć pomniki przyrody: dęby o obwodzie od 3 do 6 m oraz lipy o obwodzie ok. 5 m.
We wsi przed II wojną światową zamieszkiwali Włodzimierz Sołowij, Jerzy Matykiewicz, zaś urodził się w 1947 Ryszard Gajewski.
Benedykt Gajewski stworzył publikację pt. Średnia Wieś. Monografia i przewodnik (2002).

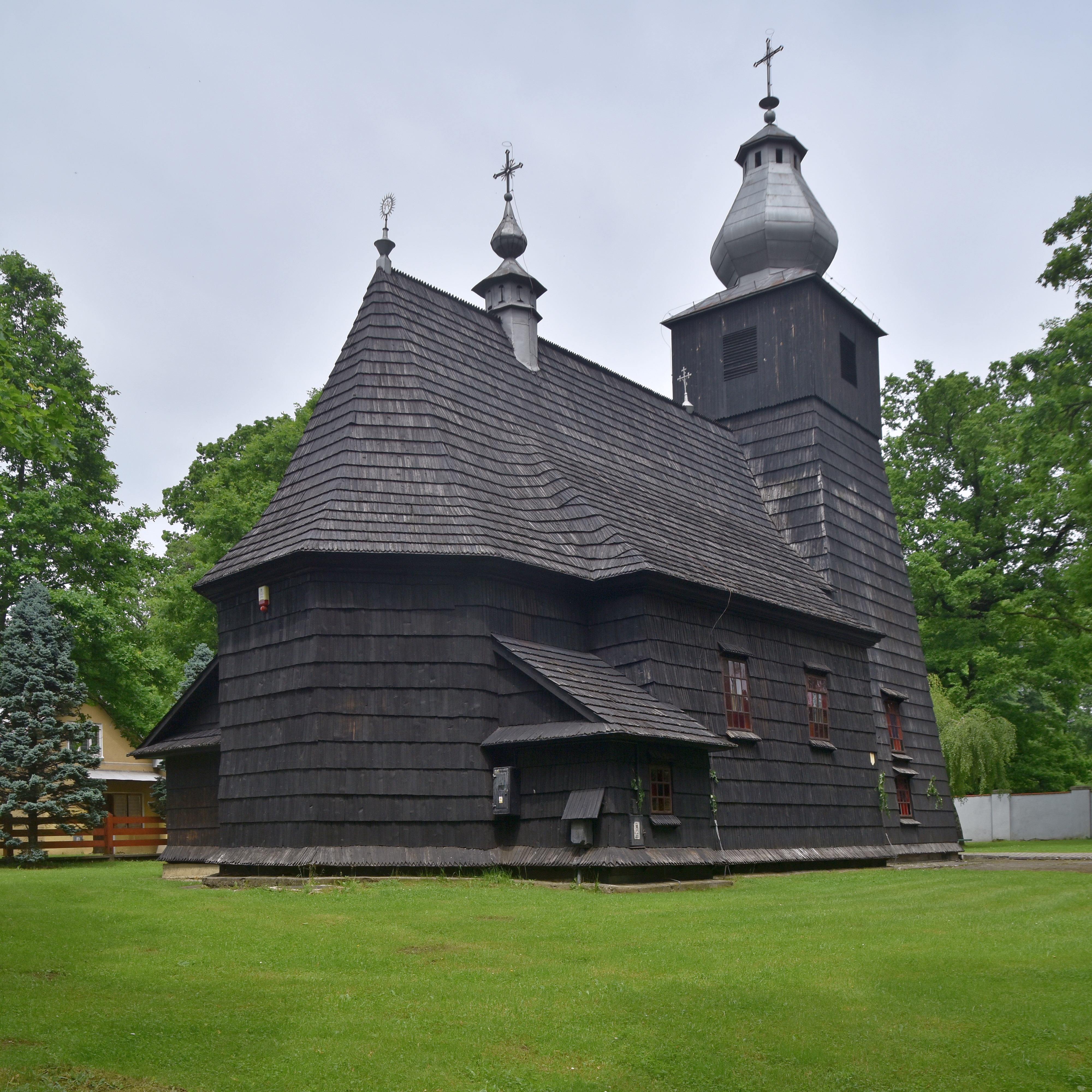
Zabytkowy drewniany kościół
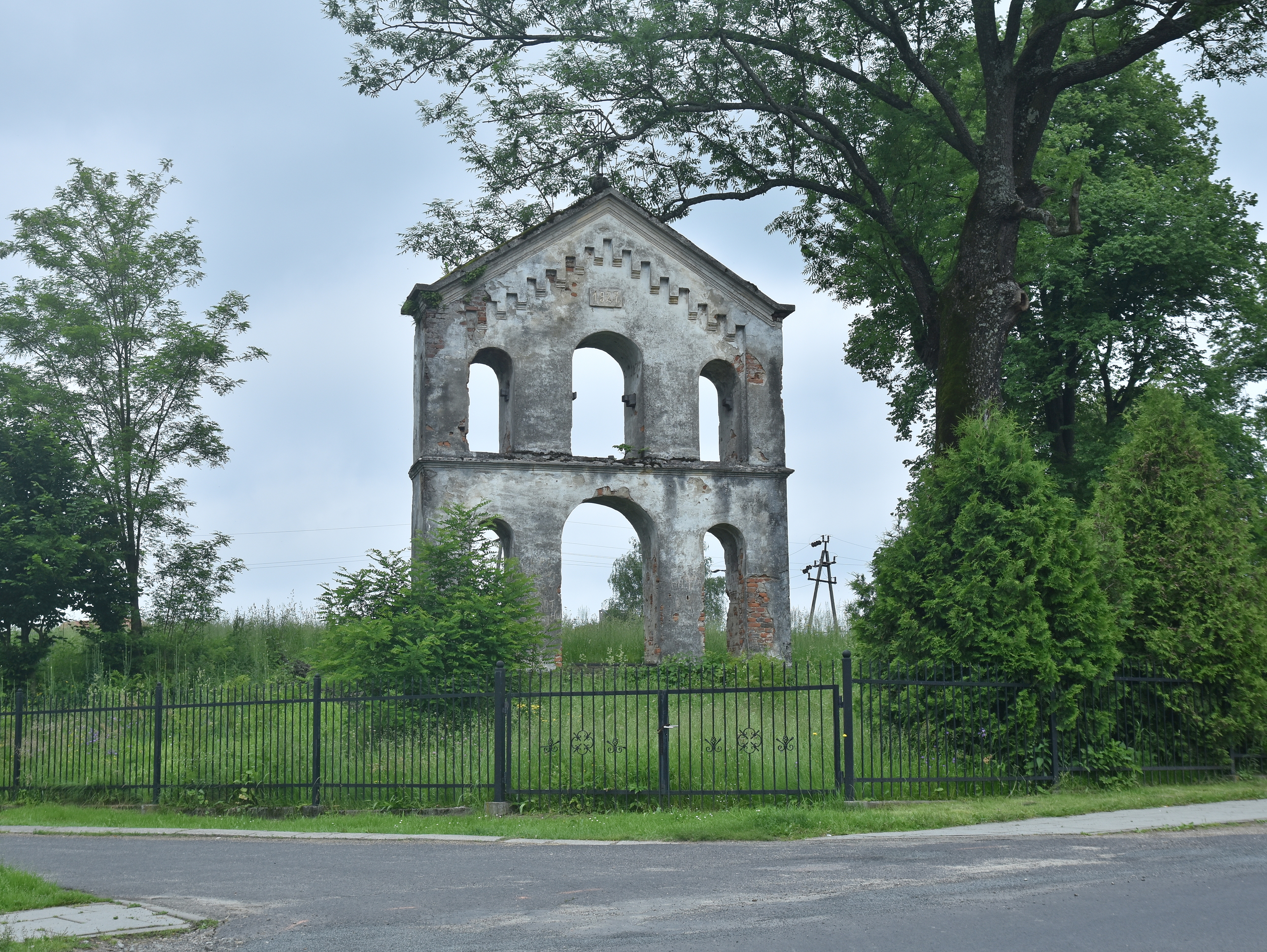
Dzwonnica przy nieistniejącej cerkwi Zaśnięcia Matki Boskiej z 1927
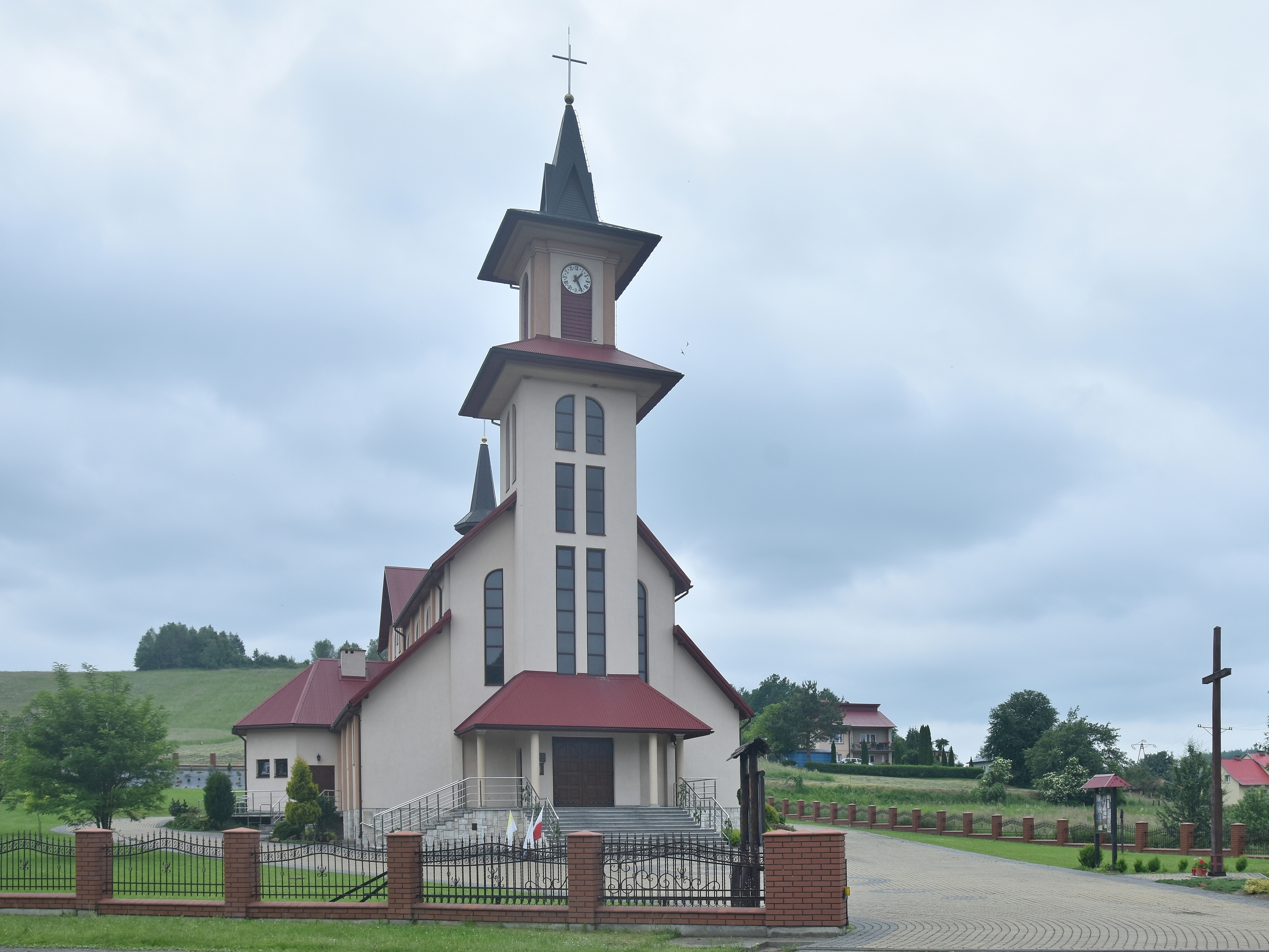
Kościół parafialny Błogosławionego Jana Pawła II

## Zabytki
- Drewniany kościół pw. Narodzenia Najświętszej Maryi Panny, zbudowany zapewne w II połowie XVI w. jako kaplica dworska rodu Balów, wykonany w konstrukcji zrębowej. Jest to najstarszy drewniany kościół w Bieszczadach. Wejście stanowią bliźniacze odrzwia w kształcie „oślego grzbietu”, wewnątrz kościoła na ścianach nawy i prezbiterium polichromia figuralna i iluzjonistyczna, z I połowy XVIII w., z tego samego okresu pochodzą późnobarokowe ołtarze – główny i dwa boczne. W 1983 do kościoła została dobudowana wieża[11].
- Park dworski z fortyfikacjami ziemnymi z XVII w.

We wsi znajdowała się też cerkiew greckokatolicka pw. Zaśnięcia Matki Boskiej, została ona zniszczona po II wojnie światowej. Do dziś zachowała się jedynie murowana dzwonnica parawanowa z 1927.
Na terenie wsi znajduje się leśny rezerwat przyrody Grąd.